# خوزه گارسیا نیه‌تو
 خوزه گارسیا نیه‌تو (انگلیسی: José García Nieto؛ ۶ ژوئیه ۱۹۱۴ – ۲۷ فوریه ۲۰۰۱) یک خبرنگار، و شاعر اهل اسپانیا بود.